# Концерн «Радиоэлектронные технологии»
АО «Концерн Радиоэлектронные технологии» (КРЭТ) — российская компания. Штаб-квартира расположена в Москве. Концерн основан в 2009 году как специализированная управляющая компания. Изначально в его состав вошли предприятия, разрабатывающие и изготавливающие средства радиоэлектронной борьбы и государственного опознавания, измерительные аппараты и электронные соединители и кабельную продукцию. Входит в состав госкорпорации «Ростех». Доля акций ГК «Ростех» составляет 9,5 %.
Решением Наблюдательного совета Ростеха, принятым 17 декабря 2012 года, к ним добавилось ещё одно направление — авионика, то есть производство бортового радиоэлектронного оборудования (БРЭО) для военных и гражданских самолетов и вертолетов. При этом «Радиоэлектронным технологиям» были переданы активы концерна «Авиаприборостроение». В результате объединения образовался крупнейший российский центр приборостроения для ВПК и гражданских отраслей промышленности. Это вертикально-интегрированная компания с полным спектром компетенций в сфере создания радиоэлектронных систем для оборонно-промышленного комплекса и гражданских отраслей промышленности.
Ген. директор — Николай Александрович Колесов.
В июле 2014 года и в 2022 году, компания была включена в санкционный список Евросоюза, США и ряда других стран.

## Предприятия, входящие в состав концерна
В состав концерна входят 96 научно-исследовательских институтов и предприятий.
Организации в области средств радиоэлектронной борьбы:
- ОАО «КНИРТИ»
- АО «НИИ "Экран"»
- ОАО «КЗРТА»
- ОАО «Ростовский завод «Прибор» (г. Ростов-на-Дону)
- ФГУП «НИИ Специальных информационно-измерительных систем» (г. Ростов-на-Дону)
- ФГУП «МЗРТА»
- ОАО «НИИ АП»
- ОАО «Телевизионный завод "Садко"»
- ОАО «Завод слуховых аппаратов "Ритм"»
- ОАО «Микротехника»
- ОАО «КБ "Связь"» (г. Ростов-на-Дону)
- ОАО «Таганрогский НИИ связи»
- ОАО «Брянский электромеханический завод»
- ОАО «Всероссийский НИИ "Градиент"» (г. Ростов-на-Дону)
- ОАО «НПО "Квант"» (г. Великий Новгород)
- ОАО "Ставропольский радиозавод "Сигнал"»
- ОАО «Брянское специальное КБ»
- ОАО «Прибой» (г. Новороссийск)

Организации в области государственного опознавания:
- ОАО «Пензенское ПО электронной ВТ»
- ОАО «Казанское приборостроительное КБ»
- ОАО «НИИ Электроагрегат»
- ОАО «Казанский НИТИ вычислительной техники»
- ОАО «НИИ развития соединителей и изделий специальной электроники»
- ОАО «Автоматика»
- ОАО «НТК "Ленэлектронмаш"»
- ОАО «НПЦ "Сапсан"»
- ОАО «ТПО "Контур"»
- ОАО «Радиоприбор»
- ОАО «НПО „Радиоэлектроника“ имени В. И. Шимко»
- ОАО «Казанский электротехнический завод»
- ОАО «Специальное КБ часовых механизмов»
- ОАО «Карачевский завод "Электродеталь"»
- ОАО «Особое КБ кабельной промышленности»
- ОАО «Завод Атлант»
- ОАО «Завод Элекон»
- ОАО «Уральский завод электрических соединителей "Исеть"»
- ОАО «Электросоединитель»
- ОАО «Копир»

Организации в области измерительной аппаратуры различного назначения:
- ОАО «ФНПЦ ННИПИ "Кварц"»
- ОАО «Нижегородское НПО имени М. В. Фрунзе»
- ОАО «КБ завода "Россия"»
- ОАО «Курский Завод "Маяк"»
- ОАО «Технологическое оснащение»
- ОАО «НИОКП "Планета"»
- ОАО «СКБ радиоизмерительной аппаратуры»
- ОАО «Ульяновский центр микроэлектроники и автоматизации»
- ОАО «ЦНИТИ "Техномаш"»
- ОАО «Радий»
- ОАО «НПК "РИТМ"»
- ОАО «Томский завод измерительной аппаратуры»
- ОАО «Авангард»
- ОАО «Компания ИМПУЛЬС»
- ОАО «СКБ "СПУРТ"»

Организации в области авиационных приборов и комплексов радиоэлектронного оборудования:
Субхолдинг ОАО «Авиаприбор-холдинг»
- ОАО «МИЭА»
- ОАО «УКБП»
- ЗАО «Авиаприбор»
- ОАО «СЭЗ»
- ЗАО «Авиационные технологии»
- ОАО «Уральский ПЗ»
- ОАО «КБ промышленной автоматики»
- ОАО «Арзамасское НПО "Темп-Авиа"»
- ЗАО «НПО "Мобильные ИС"»

Субхолдинг ОАО «Концерн Авионика»
- ОАО «Раменский приборостроительный завод»
- ОАО «Аэроприбор-Восход»
- КОАО «Прибор»
- ПАО «Техприбор»
- ОАО «Элара»
- ОАО «МНПК "Авионика"»

Субхолдинг ОАО «Корпорация «Аэрокосмическое оборудование»
- ОАО «Измеритель»
- ОАО «Московский радиозавод "Темп"»
- ОАО «Улан-Удэнское приборостроительное производственное объединение»
- ОАО «Ростовский часовой завод» (г. Ростов-на-Дону)
- ОАО «Альметьевский завод "Радиоприбор"»
- ПАО «Тамбовский завод "Электроприбор"»

Субхолдинг ОАО «Корпорация» Фазотрон-НИИР»
Предприятия вне субхолдингов:
- ОАО «ГРПЗ»
- ОАО «Московский завод "Пневмоинструмент"»
- ОАО «Концерн "КЭМЗ"»
- ОАО «НИИАО»
- ОАО «Уфимское ППО»
- ОАО «ИСИ "Взлет"»
- ОАО «Техно»
- ОАО «НИИП им. В. В. Тихомирова»
- АО «ЭОКБ "Сигнал" им. А. И. Глухарева»
- ФГУП «ОКБ "Электроавтоматика"»
- ОАО «НПП "ЭлТом"»
- ОАО «АВЭКС»
- ОАО «Утес»
- ФГУП «КБАС»
- АО «Жигулевский радиозавод»
- Концерн «Авиаприборостроение»

## Деятельность

### Инновационные разработки
КРЭТ является разработчиком авионики для ведущих образцов российской военной авиации, в том числе для Су-35С, Ка-52 «Аллигатор», Ми-171А2, Як-130, МиГ-29К/КУБ, Ил-476, Ту-204СМ, а также для пилотируемого космического корабля «Союз-ТМА» № 709.
В частности, на Су-35С установлена бесплатформенная инерциальная навигационная система БИНС-СП2. Она предназначена для определения местоположения объекта, комплексной обработки и выдачи навигационной и пилотажной информации.
На Ми-171А2 установлен произведённый в Концерне интегрированный пилотажно-навигационный комплекс бортового радиоэлектронного оборудования КБО-17, разработанный и произведённый в КРЭТ, который обеспечивает улучшенные летно-технические и эксплуатационные характеристики машины.
Для Як-130 предприятиями КРЭТ были разработаны, произведены и интегрированы в единый цифровой комплекс авионики передовые системы навигационного, пилотажного и боевого БРЭО.
Установленный на Ка-52 радиолокационный комплекс «Арбалет» позволяет вертолёту эффективно решать боевые задачи в любое время суток при любых погодных условиях, даже при наличии организованных или естественных радиоэлектронных помех.
Палубные истребители МиГ-29К/КУБ оснащены аварийно-эксплуатационными системами сбора и регистрации полётной информации КАРАТ-Б-29К серия 2 и входящим в состав системы блоком сбора и обработки полётной информации БСОИ-1КР. Предварительные испытания блока были успешно завершены 30 апреля 2013 года.
Для Ил-476 (Ил-76МД-90А) КРЭТ создал систему управления и индикации топлива СУИТ 476, которая управляет заправкой самолёта, расходом горючего во время полёта, контролирует массу топлива в баках.
Пилотажно-навигационный комплекс ПНК-204 для Ту-204СМ исключает необходимость присутствия в экипаже бортинженера и позволяет снизить эксплуатационные расходы авиаперевозчиков.
На космическом корабле «Союз-ТМА» № 709, с помощью которого можно транспортировать на орбиту людей, установлена система отображения информации и ручного управления «Нептун-МЭ» № 204. Одновременно с улучшением системы «Нептун-МЭ» в институте были модернизированы и тренажёры для подготовки российских космонавтов к полёту в космос: ЦФ-18 и ТДК-7СТ, созданные в НИИАО.
Метеорологическая система «Полюс-С», разработанная для Росгидромета, позволяет получать высокоточную информацию о метеорологической обстановке и не имеет аналогов на отечественном рынке.
Кроме того, предприятиям КРЭТ принадлежит разработка и производство мобильного электроприводного аппарата искусственной вентиляции лёгких «Авента-М» и электросчетчиков новых моделей: СЭБ-1ТМ.03, МАЯК 103АРТН и ПСЧ-4ТМ.05МН.

### Участие в программе МС-21
4 апреля 2013 года «Авиаприбор-холдинг», входящий в КРЭТ, заключил с Минпромторгом контракт на изготовление опытных образцов БРЭО для интегрированного комплекса бортового оборудования на основе модульной авионики (ИКБО ИМА). Объём контракта составит 2,33 млрд рублей. ИКБО ИМА реализует все функции по навигации, самолётовождению, сигнализации, индикации и т. д. Это оборудование будет поставляться в том числе для перспективного российского самолёта МС-21. Кроме того, планируется предложить ОАО «ОАК» поставку разработанного оборудования для многоцелевого транспортного самолёта MTA, Sukhoi Superjet NG, а «Вертолетам России» — для перспективных вертолётов. Наземные и летные испытания компонентов базового комплекса планируется провести в 2014—2015 годах. Серийное производство бортового радиоэлектронного оборудования должно начаться в 2016—2017 годах.
Доля отечественного БРЭО в перспективных воздушных судах к этому времени будет составлять не менее 70-80 % в денежном выражении. По предварительным оценкам, это будет приносить российским производителям 25-30 млрд рублей. Исторически комплексы бортового оборудования разрабатывались под конкретную модель воздушной техники. Адаптация решения для других видов техники обходилась практически так же дорого, как создание нового комплекса с нуля. Адаптация к конкретному воздушному судну в этом случае обходится около 15-20 % от стоимости создания базового комплекса. Эти работы могут быть проведены в течение 1,5-2 лет.

### ВыполнениеНИОКРиГОЗ
В 2011 году завершена подготовка серийного производства наземных станций помех, которые не имеют аналогов в мире и являются ключевыми элементами перспективной системы радиоэлектронной борьбы. Изделие такого типа способно обеспечить эффективное радиоэлектронное подавление современных систем и средств разведки и управления оружием, в том числе средств радиолокационного обнаружения и управления.
Завершены работы по созданию унифицированного комплекса оптико-электронной защиты вертолётов от поражения переносными зенитно-ракетными комплексами (ЗРК), а также закончена разработка аналогичного комплекса РЭБ для защиты самолётов.
В рамках Государственного оборонного заказа (ГОЗ) в 2011 году предприятия Концерна выполнили контракты НИОКР на общую сумму около 1,3 млрд RUB.
За 2012 год КРЭТ реализовал около 300 проектов НИОКР в области авиаприборостроения на общую сумму более 4,3 млрд рублей. В то же время в рамках ГОЗ предприятия радиоэлектронного и авиаприборостроительного комплексов КРЭТ выполнили контракты по НИОКР на общую сумму около 1,3 млрд рублей.
В 2012 году КРЭТ реализовал проекты НИОКР в области авиаприборостроения, общая стоимость которых превысила 4,3 млрд рублей.
В 2013 году планируется реализовать порядка 1,2 тыс. проектов НИОКР в сфере авиаприборостроения с общим ориентировочным объёмом финансирования более чем в 6 млрд рублей.
В рамках ГОЗ в области РЭБ КРЭТ планирует в 2013 году выполнить контракты НИОКР на общую сумму в 2 млрд рублей, в области ГО — на общую сумму в 150 млн рублей.
По итогам 2012 общая сумма продукции, поставленной предприятиями КРЭТ в рамках ГОЗ, превысила 32 млрд рублей, что примерно на 54 % больше, чем за 2011 год.
Предприятия КРЭТ в 2012 году в рамках ГОЗ выполнили государственные контракты на поставки продукции и НИОКР с общим объёмом финансирования, превысившим 8,6 млрд рублей (без учёта работ по ГОЗ в кооперации с другими компаниями). Из них 7,2 млрд рублей Концерн заработал на выполнении работ по ГОЗ на радиоэлектронные компоненты (РЭК), а 1,4 млрд рублей — на авиаприборы (АП) и бортовое радиоэлектронное оборудование.
По итогам первого квартала 2013 года объём всех контрактов (договоров), выполняемых Концерном и входящими в контур его управления предприятиями в рамках ГОЗ, составил около 57,5 млрд рублей.

### Участие в Федеральных целевых программах
В 2013 году КРЭТ планирует реализовать 28 проектов в рамках ФЦП «Развитие оборонно-промышленного комплекса Российской Федерации на 2011—2020 годы» с общим объёмом бюджетного финансирования почти в 2,3 млрд рублей. В рамках ФЦП «Разработка, восстановление и организация производства стратегических и импортозамещающих материалов и малотоннажной химии для вооружения военной и специальной техники на 2009—2011 годы и на период до 2015 года» КРЭТ планирует осуществить один проект с бюджетным финансированием в 82 млн рублей. В рамках ФЦП «Развитие электронной компонентной базы и радиоэлектроники» на 2008—2015 годы концерн планирует реализовать 17 проектов с общим объёмом бюджетного финансирования, превышающим 1 млрд рублей.
По словам первого заместителя генерального директора КРЭТ Игоря Насенкова, в 2013 году КРЭТ планирует осуществить 46 проектов с общим объёмом бюджетного финансирования примерно в 3,42 млрд рублей.

### Положение Концерна на рынке РЭБ
По оценкам ведущих консалтинговых компаний Strategy Partners Group и Frost and Sullivan, в 2012 году объём российского рынка систем и средств радиоэлектронной борьбы (РЭБ) превысил 400 млн долларов, при этом доля продукции КРЭТ в системах РЭБ управления оружием составляет около 94 %. Общемировая выручка производителей средств РЭБ в 2012 году составила 7,1 млрд долларов, при этом доля Концерна достигла 5,6 %.
3 марта 2007 года в соответствии с постановлением Правительства был сформирован Совет генеральных (главных) конструкторов по важнейшему направлению «Системы и средства РЭБ». Это было сделано с целью устранить необоснованную конкуренцию между разработчиками и производителями систем и средств радиоэлектронной борьбы, предотвращения дублирования НИОКР и обеспечения проведения единой государственной политики в сфере разработки и производства средств РЭБ.

## Акционерная политика КРЭТ

### Передача КРЭТ акций предприятий Ростеха
Передача КРЭТ профильных предприятий началась в декабре 2012 года, когда Наблюдательный совет Госкорпорации Ростех принял решение о назначении Концерна головной организацией в области бортового радиоэлектронного оборудования. Для осуществления передачи управляемых организаций из Корпорации в КРЭТ Концерном произведена допэмиссия на сумму в 50 млрд рублей. Сумма допэмиссии рассчитана на основании балансовой стоимости активов, которые Ростех должен передать КРЭТ. Дополнительно выпущенные акции будут переданы Ростеху, в который входит КРЭТ. Взамен Концерн получит от Госкорпорации пакеты акций профильных предприятий, специализирующихся на производстве средств радиоэлектронной борьбы и госопознавания, авионики, измерительной аппаратуры, кабельной продукции и разъемных электрических соединителей. КРЭТ стал первым холдингом Ростеха, которому передаются акции профильных предприятий.
Управляющая компания КРЭТ была создана Ростехом для консолидации предприятий определённой отрасли промышленности, выработки единой научно-технической политики и стратегии развития, финансового оздоровления активов. Акции предприятий оставались на балансе корпорации. Теперь Ростех приступил к передаче активов Концерну в обмен на акции, которые он выпустил в рамках допэмиссии. Таким образом, управляющая компания КРЭТ становится полноценным холдингом — держателем ценных бумаг входящих в него предприятий.
5 марта 2013 года было объявлено о передаче в КРЭТ акций первых 18 предприятий радиоэлектронной отрасли, общая стоимость которых оценивается в 10,2 млрд рублей. Концерн, в частности, получил контроль над НПО «Квант» из Великого Новгорода — одним из ведущих российских производителей мобильных комплексов радиотехнической разведки и противодействия радиолокационным системам. Холдингу также были переданы акции научно-производственного объединения «Электроника» имени В. И. Шимко, которое специализируется на производстве систем опознавания объектов по принципу «свой-чужой». Кроме того, КРЭТ получил пакет акций «Нижегородского научно-производственного объединения имени М. В. Фрунзе». Это крупнейшее предприятие в РФ по разработке и производству средств радиоизмерений. Активы были оценены в 1,4 млрд рублей, 1,5 млрд рублей и 1 млрд рублей соответственно.
Для определения стоимости предприятий в ходе тендерных процедур были отобраны компании-оценщики, аккредитованные Ростехом. В мае в КРЭТ передали пакеты акций 31 предприятия из 54 планируемых к внесению Ростехом в уставной капитал Концерна. Точная стоимость передаваемых активов будет известна после завершения процедуры их оценки. Акции размещены по закрытой подписке. Общая капитализация КРЭТ уже составляет больше 26 млрд рублей. Процесс передачи активов из Госкорпорации в Концерн будет завершён в октябре-ноябре 2013 года.

### Приобретение новых активов
В 2012—2013 годах КРЭТ приобрёл контрольный пакет акций ОАО «Радиоприбор», специализирующегося на производстве в области ГО.
Кроме того, 23 апреля 2013 года Государственный Рязанский приборный завод (ГРПЗ), входящий в КРЭТ, закрыл сделку по приобретению за 1,5 млрд рублей 29,99 % акций корпорации «Фазотрон-НИИР» — крупнейшего в стране разработчика бортовых радиолокационных станций (БРЛС) для многофункциональных авиационных комплексов. Таким образом, Концерн консолидировал под своим управлением 64,99 % акций «Фазотрон-НИИР». Сделка была осуществлена в рамках стратегии по объединению предприятий, специализирующихся на разработке и производстве авионики и БРЭО. «Фазотрон-НИИР» войдет в создаваемый в рамках КРЭТ научно-производственный кластер, специализирующийся на разработке и создании передовых решений в области радиолокации. Также к этому кластеру относятся ГРПЗ, Брянское специальное конструкторское бюро, Авиационная электроника и коммуникационные системы, Научно-исследовательский институт приборостроения имени В. В. Тихомирова и ряд других предприятий Концерна. В декабре 2012 года Наблюдательный совет Ростеха одобрил объединение на базе КРЭТ ведущих центров разработки и производства БРЭО.
21 мая 2013 года КРЭТ приобрёл 26 % акций «Авиаприбор-холдинга» — крупнейшего в РФ разработчика и производителя авионики для гражданской и транспортной авиации. Сумма сделки составила 350 млн рублей. Таким образом, Концерн консолидировал 54-процентный пакет акций «Авиаприбор-холдинг»."Авиаприбор-холдинг" владеет крупными пакетами акций в целом ряде организаций и предприятий, специализирующихся в разработке, производстве и интеграции средств и систем БРЭО для гражданских самолётов и вертолётов.
6 июня 2013 года КРЭТ приобрёл за 1,425 млрд рублей 25 % обыкновенных (голосующих) и 32,98 % привилегированных акций Ульяновского конструкторского бюро приборостроения (УКБП). Таким образом, Концерн сосредоточив под своим контролем 94,7 % от общего числа акций предприятия. Сделка стала очередным шагом КРЭТ по консолидации корпоративного контроля в стратегически важных активах в области разработки, производства и поставки БРЭО для военной, гражданской и транспортной авиации.
11 июня 2013 года Концерн приобрёл 25,64 % обыкновенных акций предприятия «Техприбор», единственного в России разработчика и производителя бортовых топливо-измерительных комплексов для гражданской и военной авиационной техники. В результате сделки, сумма которой составила 575 млн рублей, КРЭТ консолидировал более 75 % «Техприбора». Оставшиеся 24,36 % акций принадлежат ряду миноритарных акционеров, не участвующих в управлении предприятием. Сделка была профинансирована за счет заемных средств, привлечённых в ЗАО «АКБ „Новикомбанк“».

### Реализация непрофильных активов
Общая сумма вырученных средств от продажи непрофильных активов в 2012 году составила 1,65 млрд рублей. В 2013 году концерном запланирована дальнейшая реализация непрофильных активов на сумму около 1 млрд рублей.

### Подготовка к IPO
Проведение IPO КРЭТ запланировано на 2015 год. Концерн рассматривает возможность размещения акций на одной из крупнейших мировых торговых площадок в Лондоне или в Гонконге. Также прорабатывается вариант проведения листинга на РТС-ММВБ. Таким образом, КРЭТ планирует стать первой публичной компанией среди «дочек» Ростеха.
5 апреля 2013 года КРЭТ объявляет о завершении конкурса по выбору аудитора — его победителем стала компания Ernst&Young, предложившая наименьшую цену — 32 млн. Контракт предусматривает аудит итогов деятельности Концерна и его дочерних обществ в период с 2012 по 2014 годы, подготовленных в соответствии с МСФО. Во втором полугодии 2013 года КРЭТ планирует опубликовать аудированную отчётность за прошлый год.

## Санкции
16 июля 2014 года компания внесена в санкционные списки США, 24 июля в санкционные списки Канады.
18 июня 2021 года концерн внесен в санкционный список Украины.
16 декабря 2022 года компания АО «Концерн Радиоэлектронные технологии» была внесена в санкционные списки Евросоюза как разработчик и производитель радиоэлектронной продукции военного назначения, которые использовались Вооруженными силами РФ во время войны России против Украины. Таким образом, концерн несет ответственность за материальную или финансовую поддержку действий, которые подрывали или угрожали территориальной целостности, суверенитету и независимости Украины.
Также концерн находится в санкционных списках Швейцарии и Новой Зеландии.

## Финансовые показатели
| Показатель                             | Единица измерения | 2010 год | 2011 год | 2012 год | 2013 год | 2014 год | 2015 год | 2016 год(план) |
| -------------------------------------- | ----------------- | -------- | -------- | -------- | -------- | -------- | -------- | -------------- |
| Выручка                                | млрд. рублей      | 52,7     | 65,5     | 75,9     | 92,24    | 105,359  | 119,004  | 126,761        |
| Чистая прибыль                         | млрд. рублей      | 3,62     | 4,35     | 5        | 7,404    | 8,223    | 10,073   | 12,8           |
| Средняя заработная плата               | тыс. рублей       | 18,4     | 21,5     | 24,3     | 29,2     | 33,0     | 37,7     | 41,4           |
| Средняя выработка на одного сотрудника | тыс. рублей       | 805,5    | 980,2    | 1150,2   | 1624     | 1869     | 2346     | 2591           |

Структура выручки КРЭТ за 2012 год
Доля БРЭО в выручке Концерна за 2012 год составила 64,1 %, систем и средств РЭБ — 15,26 %, систем и средств ГО — 7,18 %, РС — 9,1 %, ИА — 4,36 %. Доля гражданской продукции в выручке КРЭТ по итогам 2011—2012 годов составляет около 30 %, остальное приходится на военную продукцию.
Структура выручки КРЭТ за 2015 год
Доля БРЭО в выручке Концерна за 2015 год составила 50,6 %, систем и средств РЭБ — 32,6 %, систем и средств ГО — 12,8 %, ИА — 3,6 %, высокотехнологичная гражданская продукция — 0,3 %. Доля гражданской продукции в выручке КРЭТ по итогам 2015 года составляет около 13,7 %, остальное приходится на военную продукцию.